# Едуард Цорн
Едуард Еміль Карл Цорн (нім. Eduard Emil Karl Zorn; 8 серпня 1901, Мюнхен — 4 лютого 1945, Кольмар) — німецький воєначальник, генерал-майор вермахту. Кавалер Лицарського хреста Залізного хреста з дубовим листям.
Молодший брат генерала піхоти Ганса Цорна, також кавалера Лицарського хреста Залізного хреста з дубовим листям.

## Біографія
1 травня 1921 року поступив на службу в 19-й піхотний полк. З 10 листопада 1938 року — командир 1-ї роти 98-го гірського полку. В серпні 1939 року призначений 1-м офіцером генштабу в штабі 86-ї піхотної дивізії, з 1 листопада 1939 року — в штабі 2-ї гірської дивізії. Учасник Норвезької кампанії і німецько-радянської війни, включаючи бої в Заполяр'ї, на Мурманському напрямку. З 1 березня 1943 року — квартирмейстер штабу групи армій «B». З 25 січня 1944 року — 19-ї армії. З 15 листопада 1944 року — командир 189-ї піхотної дивізії. Загинув у бою.

## Звання
- Фанен-юнкер (1 травня 1921)
- Лейтенант (1 грудня 1924)
- Обер-лейтенант (1 березня 1928)
- Гауптман (1 лютого 1934)
- Майор (1 квітня 1939)
- Оберст-лейтенант (1 лютого 1942)
- Оберст генштбау (21 січня 1943)
- Генерал-майор (1 лютого 1945)

## Нагороди
- Орден крові
- Медаль «За вислугу років у Вермахті» 4-го, 3-го і 2-го класу (18 років)
- Медаль «У пам'ять 13 березня 1938 року»
- Залізний хрест
  - 2-го класу (18 грудня 1939)
  - 1-го класу (18 травня 1940)
- Штурмовий піхотний знак в сріблі
- Орден Хреста Свободи
  - 3-го класу з мечами (12 грудня 1941)
  - 2-го класу з мечами (4 серпня 1942)
- Медаль «За зимову кампанію на Сході 1941/42»
- Лицарський хрест Залізного хреста з дубовим листям
  - лицарський хрест (25 грудня 1944)
  - дубове листя (№739; 16 лютого 1945; посмертно)